# 王爾玉
王爾玉，陕西富平县人，明朝官员，同进士出身。

## 生平
万历三十七年（1609年）己酉科陕西乡试举人，天启五年（1625年），王爾玉考中乙丑科三甲第六十六名进士，任江夏知县。同年，江夏人熊廷弼下狱，王爾玉为讨好阉党魏忠贤等，诬陷熊廷弼子在家藏貂裘珍玩，但搜查之后，并未寻获。于是鞭打其子。廷弼长子熊兆珪自杀，兆珪之母喊冤。王爾玉剥去其婢女的衣服，并鞭笞四十下。远近人听后无不表示愤怒。